# Deutsche Südpolar-Expedition 1901–1903
Deutsche Südpolar-Expedition 1901–1903 ist der Titel der „im Auftrag des Reichsamtes des Innern“ erschienenen und von Erich von Drygalski herausgegebenen Forschungsarbeiten der Gauß-Expedition in den Jahren 1901–1903 in die Südpolar-Regionen. Die Bände erschienen überwiegend in Berlin bei G. Reimer. Die Aufbereitung von deren erfolgreichen Forschungsergebnissen sollte mehr als zwei Jahrzehnte beanspruchen.
Die einzelnen Bände erschienen von 1905 bis 1931 in 20 Text- und zwei Atlasbänden. An der arbeitsteiligen Ausarbeitung des voluminösen Werkes waren verschiedene Verfasser von Einzelbänden bzw. Abhandlungen darin beteiligt. Die Gesamtanlage des Werkes mit seinen verschiedenen Bänden, Teilen, Heften, Atlanten, Lieferungen, Tabellen, Tafeln, Sonder-Abdrucken usw. ist etwas schwierig zu überblicken. Mit allein zwölf Bänden bildet die Zoologie den Schwerpunkt, die übrigen Bände behandeln die Bereiche Geographie, Geologie, Meteorologie, Geophysik, Bakteriologie, Ozeanologie und Botanik. Die Ergebnisse der Reise werden auch anhand von Photographien und Holzstichen in den einzelnen Bänden vermittelt. Es wurde von deutscher Seite darauf hingewiesen, dass die Expeditionen von Roald Amundsen und Robert F. Scott zwar wesentlich bekannter als die deutsche Südpolar-Expedition seien, Drygalskis langfristiger Beitrag zur Polarforschung in Form dieses Werkes jedoch deutlich größer gewesen sei.
Der Geograph, Geophysiker, Geodät und Polarforscher Erich Dagobert von Drygalski (1865–1949) hatte bereits die Grönland-Expedition der Gesellschaft für Erdkunde zu Berlin 1891–1893 geleitet. Die Erlebnisse der Gauß-Expedition (1901–1903), der ersten deutschen Expedition in die Antarktis, hatte er auch in seinem bereits 1904 erschienenen Reisebericht verarbeitet, eine gemäß Vorwort zusammenfassende und ausführliche Schilderung des Ganzen.

## Gliederung
Die Einzelbände sind in der folgenden Übersicht in Auswahl angegeben:
- 1. Bd.
  - Heft 1 Technik. Geographie.
  - Heft 2–4. Geographie.
- 2. Bd.
  - Heft 1–2. Kartographie, Geologie.
  - Heft 3–7. Geographie und Geologie.
- 3.–4. Bd. Meteorologie.
- 5.–6. Bd. Erdmagnetismus.
- 7. Bd.
  - Heft 1. Bakteriologie, Hygiene, Sports.
  - Heft 2–4. Bakteriologie. Chemie. Hygiene. Sport.
  - Heft 5. Bakteriologie, Ozeanographie.
  - Heft 6. Bakteriologie, Chemie, Ozeanographie.
- 8. Bd. Botanik. 5 Hefte
- 9.–20. Bd. Zoologie.
  - Band 9 in 6 Heften
  - Band 10 in 5 Heften
  - Band 11 in 5 Heften
  - Band 12 in 5 Heften
  - Band 13 in 4 Heften
  - Band 14 in 4 Heften
  - Band 15 in 5 Heften
  - Band 16 in 4 Heften
  - Band 17 in 1 Heft
  - Band 18 in 1 Heft
  - Band 19 in 1 Heft
  - Band 20 in 1 Heft

- 1. Atlas. Meteorologie.
  - 4 Hefte mit zusammen 322 doppelblattgrossen Tafeln
- 2. Atlas. Erdmagnetismus mit zusammen 73 doppelblattgrossen Tafeln